# SELL
Syndicat des éditeurs de logiciels de loisirs ou SELL é uma extinta organização governamental francesa responsável pela classificação dos jogos eletrônicos. Era dividido em livre, +12 anos, +16 anos e +18 anos.